# Wilhelm Neumann (Mediziner, 1898)
Wilhelm Albert Ernst Neumann (* 11. Februar 1898 in Berlin; † 15. April 1965 in Würzburg) war ein deutscher Mediziner, Wehrmachtsarzt, Pharmakologe und Toxikologe.

## Lebenslauf
Im Jahr 1916 beendete der Kaufmannssohn Neumann die Schule mit Notabitur und wurde danach bis 1919 Soldat. Anschließend studierte er an der Friedrich-Wilhelm-Universität Berlin Chemie und schloss das Studium mit einer Promotion zum Dr. phil. ab. 1924 ging er als Privatassistent zu Ferdinand Flury († 1947) an das Pharmakologische Institut der Universität Würzburg, dem er zeitlebens verbunden blieb. Neben der Arbeit über Herzglykoside forschte er auch auf dem Gebiet der Toxikologie und der chemischen Waffen. Parallel verfolgte er ein Studium der Humanmedizin, das er 1934 mit der Promotion zum Dr. med. abschloss. Über eine Assistenten- und Konservatorenstelle avancierte Neumann, der 1937 Dozent wurde, 1942 zum außerplanmäßigen Professor.
1933 trat der ehemalige Soldat Neumann dem Stahlhelm bei, und bereits im folgenden Jahr wurde er Mitglied der SA und anderer Teilorganisationen der NSDAP. Am 14. Juli 1937 beantragte er die Aufnahme in die Partei und wurde rückwirkend zum 1. Mai desselben Jahres aufgenommen (Mitgliedsnummer 4.516.505). Ebenfalls 1937 wurde er Militärarzt der Reserve und verbrachte den Zweiten Weltkrieg als beratender Wehrmachtsarzt. Als „Mitläufer“ wurde er nach dem Krieg aus dem Staatsdienst entfernt, gelangte aber bereits 1948 wieder an die Würzburger Universität, wo er 1949 zum ordentlichen Professor am Lehrstuhl für Pharmakologie und Toxikologie berufen und Direktor des Pharmakologischen Instituts wurde. 1954/55 war er Dekan der Universität, von 1955 bis 1965 saß er einer Kommission zur Prüfung gesundheitsschädlicher Arbeitsgifte vor. Von 1960 bis 1961 war Neumann Vorsitzender der Deutschen Pharmakologischen Gesellschaft.
Wilhelm Neumann war verheiratet mit Margarete Neumann, geborene Bertram. Aus der Ehe ging 1926 der in Würzburg geborene spätere ordentliche Professor für Organische Chemie Wilhelm Paul Neumann hervor.

## Wirken
Neumanns Kampfstoffforschung ist vor allen Dingen im Kontext seiner damaligen Assistentenstelle im Institut des Giftgasexperten Flury  zu verstehen. Seine Arbeiten über tierische Gifte haben im Ganzen einen weitaus bedeutenderen Teil seiner Forschungs- und dann auch späteren Lehrtätigkeit eingenommen. Ein weiterer Schwerpunkt des Schaffens Neumanns war die Risikobewertung hinsichtlich chemischer Arbeitsstoffe. Er war nach dem Krieg ein Protagonist der Erarbeitung von Grenzwerten gefährlicher Chemikalien.